# Veletrh Styl
Veletrh módy Styl je veletrh módního průmyslu. Pokrývá oblast České republiky, Slovenska a zemí východní Evropy. První ročník se konal roku 1993. Akce se účastní vystavovatelé až z 20 zemí světa. Na veletrhu nabízejí a předvádějí obchodníkům a nákupčím nové kolekce na příští sezóny.
Obory odívání se dělí takto: 
- klasická móda
- volnočasová móda
- dětská a těhotenská móda,
- spodní prádlo
- plavky

Pravidelně jsou zde zastoupeny i formou profesionálních módních přehlídek kolekce českých a evropských osobností módní tvorby i nastupující generace návrhářů (soutěž TOP STYL DESIGNER). Doprovodným programem bývají módní přehlídky nabízených kolekcí. Součástí veletrhu je i nabídka bižuterie a oděvních doplňků. Místem konání je Brněnské výstaviště. Veletrh Styl je podporován společností Igedo Company Düsseldorf. Probíhá souběžně s veletrhem Kabo.